# 陶春
陶春（1962年3月—），云南普洱人，彝族，无党派人士。中华人民共和国政治人物、第十三届全国人民代表大会云南省代表。

## 生平
2018年，陶春被选为云南省出席第十三届全国人民代表大会代表。